# Тати (народ)
Тати (енгл. Tats, рус. Таты) народ су из иранске групе народа и припадају групи индоевропских народа који живе већином на просторима Азербејџана и Ирана.

## Станиште
Тати живе у граду Баку, као и у окрузима Сијазан, Дивичин, Куби, Конахкент, Шемака и Исмаилин, као и на полуострву Апшерон, углавном на сјевероистоку Азербејџана. Насеља нису етнички изолована и тако да Тати живе у мјешовитом друштву са Азерима.
Поред наведеног Тати, како се наводи, живе и у Ирану, јужно од Техерана и распростањени су у изолованим сјеверним селима. Има их у Иранском Азербејџану и покрајинама Казвин и Занџан. Татски језик којим се говори у Ирану и који има 13 дијалеката се разликује од татског језика којим се говори на Кавказу (у Азербејџану).

### Подаци о становништу
Попис из 1926. године располаже подацима који кажу да је тада било око 28.433 Тата у Азербејџану. Када се укључе Планински Јевреји, број говорника татског језика је те године био скоро 70.000.
| Година | Број становништва   |
| ------ | ------------------- |
| 1926.  | 28 433 (Азербајџан) |
| 1959.  | 11 500              |
| 1979.  | 22 441              |
| 1983.  | 25 000              |

## Језик
Татски језик припада иранској групи индоевропских језика. У Азербејџану, Тати су заправо билингуални, па говоре азерски као други језик.

## Религија
Религија дели Тате у три групе: 1) исламска (шити, већина); 2) хришћани (припадници арменско-грегоријанске цркве - 3 насеља) и 3) јудаисти, који се такође зову „Планински Јевреји” и често се третирају као посебан народ.

## Поријекло и историја
Порекло Тата је нејасно и књижевне референце су оскудне. Они су представљењни као становници Кавказа који су постепено, језички, иранизовани, али касније, у процесу формирања азербејџанског народа, нису преузимали турску националност. Комплексност њихове етничке историје огледа се у чињеници да међу говорницима татског постоје муслимани, хришћани и јудаисти.
Сматра се да су се говорници иранског подручја појавили у једном тренутку у Албанији, садашњем Азербејџану, некада у 3. или 4. вијеку, када је династија персијанских Сасанида освојила регион. Да би обезбедили земљу, Персијанци су дошли до закључка да их настане на просторе са људима који говоре персијским језиком, и на тај начин постепено асимилују древну локалну популацију, која је задржала свој језик и узели су званичан назив Тати. Већина њих је касније усвојила ислам.
Према изјавама азербајџанских етнографа, национална култура исламских Тата, готово је идентична оном из азербејџанског народа. Једина разлика је језик.
Пољопривреда је представљала традиционални начин живота и опстанка овог народа. Њихова планинска регија са благом климом је одлично погодовала за бављење агрикултуром, а то се односи на воће, посебно за грожђе. Сточарство је имало мањи утицај. Рад са рукотворинама је добро развијен. Професије Тата на Апшеронском полуострва су се развијале у нешто другачијем правцу. Још у 19. вијеку постојала је значајна нафтна индустрија која је, између осталог, запослила и многе Тате.
У социјалистичком Азербејџану, живот Тата у великој мери је промјењен увођењем совјетског режима и колективизације. Међутим, то у суштини није промјенило средства за издржавање Тата, јер су фармери и даље живели од воћа и вина. Велике промјене су се одвијале у стиловима архитектуре, а Тата на Апшеронског полуострва, због близине града Бакуа и његових индустријских подручја, културно су били посебно реформски усмерени.

## Писмо
Тати у Азербејџану немају сопствени писани језик. Школовање се одвија на азерском језику. Једина сфера домаће културе овог народа је усмени фолклор.
Процес асимилације Тата од стране Азера трајало је вјековима. У великој мјери му помаже заједничка исламска религија. Процес је убрзан посљедњих година. Ово је илустровано, на пример, сталним нагласком заједничке историје и блискости културе (чак и у академским публикацијама). Ситуација која се развила око Јермена у региону Нагорно-Карабаха служи као упозорење. Треба истаћи, међутим, да Тати који живе у Ирану нису много боље прошли. Иранци су такође усвојили званичну политику формирања јединствене нације. Сматра се да су Тати у Ирану скоро потпуно културно асимиловани.